# Les Mains négatives
Les Mains négatives est un court-métrage réalisé par Marguerite Duras en 1979.

## Fiche technique
- Titre original : Les Mains négatives
- Réalisation : Marguerite Duras
- Scénario : Marguerite Duras
- Pays :  France
- Genre : court métrage
- Format : Couleur
- Date de sortie : 1979

## Vidéos
- Les Mains négatives, film, œuvres cinématographiques édition vidéographique critique, 1985.

- Les Mains négatives, éditions Benoît Jacob, film, 2001 (VHS), 2007 (DVD).